# Salzlagerhalle Geislingen
Die Salzlagerhalle in Geislingen an der Steige ist ein Funktionsbau der Straßenmeisterei Geislingen an der Bundesstraße 10.
Der Bau wurde durch das Architekturbüro Vautz Mang Architekten unter der Bauleitung des Hochbauamts Ulm entworfen. Nach elfmonatiger Bauzeit wurde er 2016 fertiggestellt und im September des Jahres in Betrieb genommen. Die Baukosten lagen bei 920.000 Euro.
In der Lagerhalle mit einer Nutzfläche von 400 m² können 1500 Tonnen Streusalz und 60.000 Liter Sole eingelagert werden, mit denen ein Straßennetz von 380 Kilometern eisfrei gehalten werden soll. Die Anlage besteht aus einer Lagermulde mit aufgesetzter Wetterschutzhülle auf einem Fundament aus Stahlbeton. Sie ist Eigentum des Bundes, wird durch das Ministerium für Verkehr in Stuttgart verwaltet und ist dem gemeinsamen Straßenbauamt der Landkreise Esslingen und Göppingen zugeordnet.

## Auszeichnungen
Die Konstruktion wurde für ihre Architektur mehrfach ausgezeichnet:
- Deutscher Holzbaupreis (Mai 2017)
- Präsentation in Best Architects 18 (Juni 2017)
- Hugo-Häring-Preis des Bundes Deutscher Architekten („Kleiner Hugo“, 2017)